# Pressure & Time
Pressure & Time é o segundo álbum de estúdio da banda Rival Sons. Foi lançado pela gravadora Earache Records no Reino Unido no dia 20 de junho de 2011 e nos Estados Unidos em 28 de junho do mesmo ano. No Brasil, foi lançado pela Som Livre.
Foram lançados 5 singles: "Soul", "Pressure & Time" e "All Over the Road", em 2011, "Company Man", e "Life for this Road, em 2012. A arte da capa do álbum foi desenhada por Storm Thorgerson, que já trabalhou para Led Zeppelin e Pink Floyd. 
O videoclipe da música "Pressure & Time" mostra a banda tocando em diversos ambientes. A mesma faixa foi utilizada como tema para o jogo Ride to Hell: Retribution e no filme Swearnet. A música "Get Mine" apareceu numa campanha publicitária da Jeremiah Weed, uma produtura americana de bebidas.

## Lista de faixas
| N.º            | Título                  | Compositor(es)                              | Duração |  |
| 1.             | "All Over the Road"     | Scott Holiday, Jay Buchanan, Robin Everhart | 2:54    |  |
| 2.             | "Young Love"            | Buchanan, Holiday, Dave Cobb                | 3:00    |  |
| 3.             | "Pressure & Time"       | Holiday, Buchanan, Everhart, Michael Miley  | 3:19    |  |
| 4.             | "Only One"              | Holiday, Buchanan, Everhart, Cobb           | 3:14    |  |
| 5.             | "Get Mine"              | Holiday, Buchanan, Cobb                     | 2:24    |  |
| 6.             | "Burn Down Los Angeles" | Buchanan                                    | 2:29    |  |
| 7.             | "Save Me"               | Holiday, Buchanan                           | 2:33    |  |
| 8.             | "Gypsy Heart"           | Holiday, Buchanan, Everhart                 | 3:29    |  |
| 9.             | "White Noise"           | Buchanan, Miley, Cobb                       | 3:04    |  |
| 10.            | "Face of Light"         | Buchanan, Holiday                           | 4:29    |  |
| Duração total: | Duração total:          | Duração total:                              | 30:55   |  |

Versão iTunes, Edição Redux e Edição de Luxo
| N.º            | Título               | Duração |  |
| 11.            | "Company Man"        | 3:13    |  |
| 12.            | "Life for This Road" | 3:29    |  |
| Duração total: | Duração total:       | 37:31   |  |

Faixas bônus do Reino Unido [Edição limitada]
| N.º | Título        | Duração |  |
| 11. | "Torture"     |         |  |
| 12. | "Soul"        |         |  |
| 13. | "Sleepwalker" |         |  |

Faixa bônus japonesa
| N.º | Título        | Duração |  |
| 11. | "Sleepwalker" |         |  |

## Créditos
| - Jay Buchanan – vocal - Scott Holiday – guitarra - Robin Everhart – baixo - Michael Miley – bateria - Arlan Shierbaum - wurlitzer, B3 ("Only One" and "Face of Light") | - Dave Cobb - produção - Pete DiRado - gravação e engenharia - Mark Rains - mixagem - Pete Lyman - masterização - Storm Thorgerson - arte de capa |

## Recepção
| Paradas (2011)                               | Topo |
| -------------------------------------------- | ---- |
| Ultratop Flanders (Bélgica)                  | 89   |
| VG-lista (Noruega)                           | 34   |
| Sverigetopplistan (Suécia)                   | 52   |
| Schweizer Hitparade (Suíça)                  | 33   |
| Independent Albuns (Reino Unido)             | 19   |
| Rock & Metal Albuns (Reino Unido)            | 9    |
| Billboard Heatseeker Albuns (Estados Unidos) | 19   |